# Kaninbjerget
Kaninbjerget (originaltitel: Watership Down) er en roman af Richard Adams. Den er tænkt som en børnebog og faktisk skrevet til Adams' egne børn, men kan i høj grad også give læseoplevelser til voksne.
Hovedpersonerne i bogen er en lille flok kaniner, der bryder op fra deres bo for at finde et nyt tilholdssted. Efter mange genvordigheder når de frem til Kaninbjerget, som Femmer, den synske kanin, har udset sig til dem.
Men der venter dem mange spændende oplevelser endnu, før de kan håbe på en mere stabil tilværelse. Bl.a. stifter de bekendtskab med general Galtetand, den magtfulde førerkanin i et andet bo. Og der er mågen Kehaar, pigen Lucy og forskellige kaniner, rotter, mus, fugle og katte.
| Bog | Spire Denne artikel om bøger og tidsskrifter er en spire som bør udbygges. Du er velkommen til at hjælpe Wikipedia ved at udvide den. |